# Rivière Villeneuve
Pour les articles homonymes, voir Villeneuve.
La rivière Villeneuve est un affluent de la rivière Noire, coulant dans le territoire non organisé de Passes-Dangereuses et dans la municipalité de Sainte-Jeanne-d'Arc, dans la municipalité régionale de comté (MRC) de Maria-Chapdelaine, dans la région administrative du Saguenay-Lac-Saint-Jean, au Québec, au Canada. Ce cours d’eau traverse le canton de Ménard.
La foresterie constitue la principale activité économique du secteur ; les activités récréotouristiques, en second.
La partie inférieure de la vallée de la rivière Villeneuve est desservie par la route forestière R0222 et par le chemin du Pont-Couvert. Le reste de la vallée est desservie par diverses routes forestières notamment la route de la Traverse et la route forestière R0275, surtout pour les besoins de la foresterie et des activités récréotouristiques,,.
La surface de la rivière Villeneuve habituellement gelée de la fin novembre au début avril, toutefois la circulation sécuritaire sur la glace se fait généralement de la mi-décembre à la fin mars.

## Géographie
Les principaux bassins versants voisins de la rivière Villeneuve sont :
- côté nord : rivière Mistassibi, rivière Doucet, rivière Brûle-Neige, rivière Connelly ;
- côté est : Petite rivière Péribonka, rivière à Michel, rivière Saint-Ludger, rivière Alex, rivière Péribonka ;
- côté sud : rivière Péribonka, Petite rivière Péribonka, lac Saint-Jean ;
- côté ouest : rivière Mistassini, rivière Mistassibi, rivière aux Rats[2].

La rivière Villeneuve prend sa source d'un ruisseau forestier (altitude : 208 m). Cette source de la rivière est située à :
- 2,5 km au sud du lac Noir ;
- 12,5 km au nord de l’embouchure de la rivière Villeneuve (confluence avec la rivière Noire) ;
- 9,8 km à l'est du cours de la rivière Mistassibi ;
- 15,6 km au nord de l’embouchure de la rivière Noire ;
- 26,6 km au nord de l’embouchure de la Petite rivière Péribonka (confluence avec la rivière Péribonka) ;
- 28,4 km au nord-est de l’embouchure de la rivière Péribonka (confluence avec le lac Saint-Jean).

À partir du lac de tête, situé entre le cours de la rivière Alex (situé du côté est) et le cours de la rivière Mistassibi (située à l'ouest), le cours de la rivière Villeneuve descend sur 15,0 km en traversant surtout des zones forestières, selon les segments suivants :
- 4,7 km vers le sud en traversant le lac Villeneuve (longueur : 1,1 m) ; altitude : 204 m) sur 0,7 km vers le sud-est, jusqu’à son embouchure ;
- 1,7 km vers le sud jusqu’à la décharge (venant de l’est) du lac Castor ;
- 4,3 km vers le sud-ouest, en coupant la route forestière R0275 et en formant un détour vers le nord-ouest, jusqu’à la route de la Traverse ;
- 4,3 km vers le sud-ouest en longeant le chemin du Pont-Couvert, soit dans le même sens que les routes de rangs du secteur, et en recueillant un ruisseau (venant du nord-ouest), jusqu'à l'embouchure de la rivière[2].

L'embouchure de la rivière Villeneuve se déverse au fond d’une baie sur la rive est de la Petite rivière Péribonka. Cette confluence est située à :
- 3,1 km au nord de l’embouchure de la rivière Noire (confluence avec la Petite rivière Péribonka) ;
- 2,9 km au nord du centre du village de Sainte-Jeanne-d'Arc ;
- 9,4 km à l'est du cours de la rivière Mistassibi ;
- 14,4 km au nord-ouest de l’embouchure de la Petite rivière Péribonka (confluence avec la rivière Péribonka) ;
- 16,3 km au nord de l’embouchure de la rivière Péribonka (confluence avec le lac Saint-Jean) ;
- 38,4 km au nord-ouest de l’embouchure du lac Saint-Jean (confluence avec la Grande Décharge) ;
- 49,9 km au nord-ouest du centre-ville d’Alma[2].

À partir de l’embouchure de la rivière Villeneuve, le courant descend sur 3,5 km le cours de la rivière Noire, sur 12,6 km vers le sud le cours de la Petite rivière Péribonka, puis sur 2,4 km le cours de la rivière Péribonka vers le sud-ouest. À l’embouchure de cette dernière, le courant traverse le lac Saint-Jean vers l'est sur 29,3 km, puis emprunte le cours de la rivière Saguenay vers l'est jusqu'à la hauteur de Tadoussac où il conflue avec le fleuve Saint-Laurent.

## Toponymie
Le toponyme « rivière Villeneuve » a été officialisé le 5 décembre 1968 à la Banque des noms de lieux de la Commission de toponymie du Québec.